# Rhyssemus bacchusi
Rhyssemus bacchusi är en skalbaggsart som beskrevs av Riccardo Pittino 1984. Rhyssemus bacchusi ingår i släktet Rhyssemus och familjen Aphodiidae. Inga underarter finns listade i Catalogue of Life.